# Litauens president
Litauens president (litauiska: Lietuvos Respublikos Prezidentė) är landets statschef.
Presidenten är folkvald och tjänstgör i en mandatperiod som är fem år lång och enligt grundlagen medges endast ett omval. Bland presidentens viktigaste uppgifter är att utse landets premiärminister, vilket i sig är avhängigt majoritetsförhållanden i den lagstiftande församlingen Seimas. Det litauiska presidentämbetet är inte enbart ceremoniellt och representativt utan har också inslag av semipresidentialism.
Gitanas Nauseda är sedan den 12 juli 2019 Litauens president.

## Historik
Litauen var fram till Sovjetunionens sammanbrott i början av 1990-talet en underlydande sovjetrepublik. Den 11 mars 1990 förklarade man sig som första sovjetrepublik självständig. Det dröjde dock fram till september 1991 innan landets erkändes av flertalet stater.
Högsta rådets ordförande (litauiska: Aukščiausiosios Tarybos pirmininkas) fungerade som statschef från självständighetsförklaringen fram till dess att den nya grundlagen trädde i kraft 1992 som konstituerade såväl presidentämbetet som Seimas.

## Ämbetsuppgifter

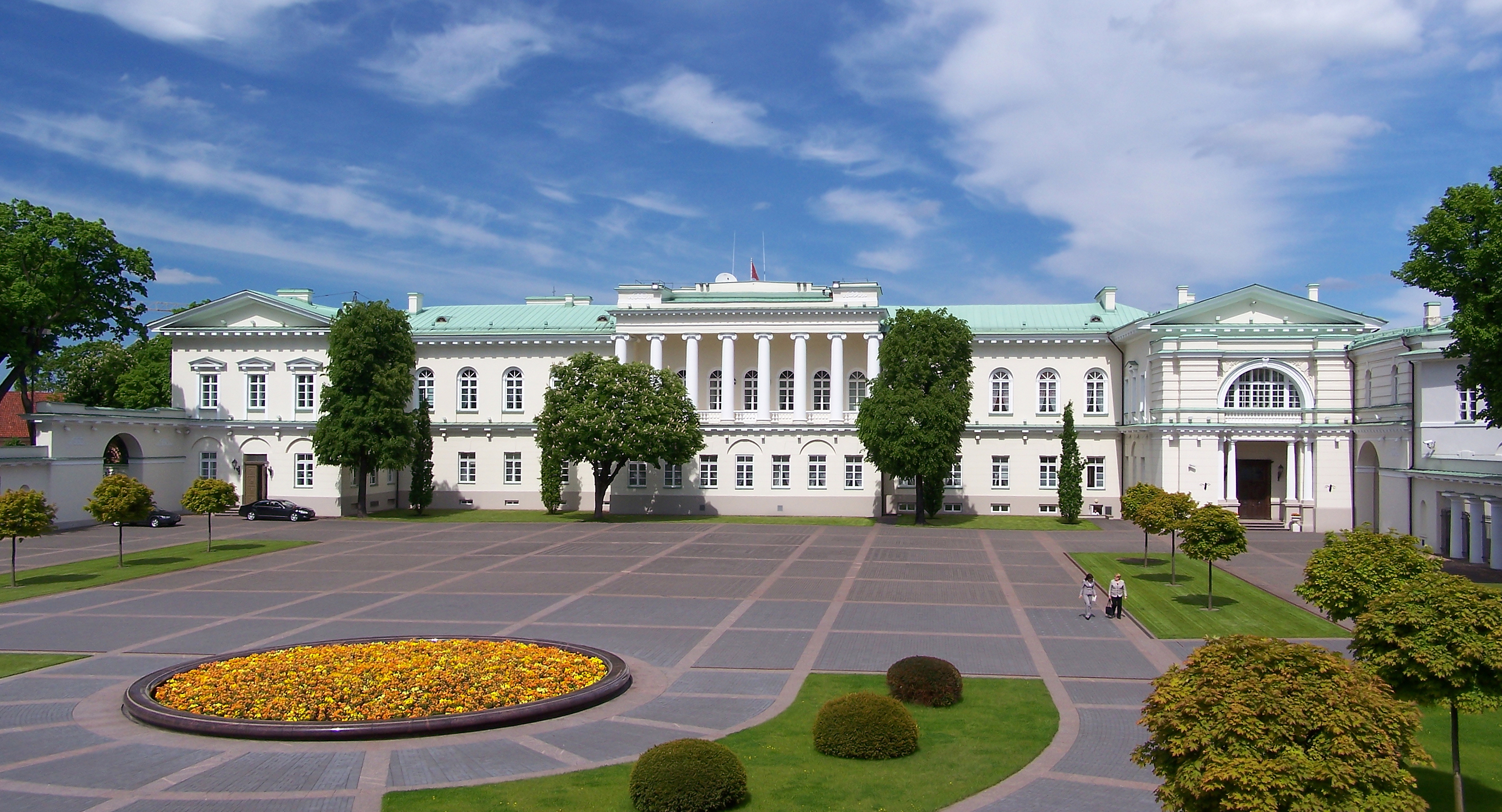
Litauens presidentpalats.

Enligt grundlagens artikel 78 är infödda litauiska medborgare valbara till president och om en kandidat är yngre än 40 år måste denne ha levt de tre senaste åren i landet. För att kunna bli registrerad som presidentkandidat krävs 20 000 namnunderskrifter. En presidentkandidat och vald president får inte tillhöra något politiskt parti eller inneha något statligt ämbete eller förtroendeuppdrag.
Inrikespolitik
- Presidenten utser Litauens premiärminister efter rådande majoritetsförhållanden i Seimas och regeringens andra ministrar efter premiärministerns förslag.
- Presidenten har rätt att lägga fram lagförslag i Seimas.
- Presidenten promulgerar lagar samt har rätt att lägga in veto och hänskjuta ärendet till författningsdomstolen.
- Presidenten är högste befälhavare för landets väpnade styrkor och utser landets försvarschef.
- Presidenten har rätt att upplösa Seimas enligt de bestämmelser i grundlagen som medger detta.
- Presidenten kan, om landet angrips av främmande stat, beordra mobilisering samt utlysa undantagstillstånd. Sådana beslut måste snarast möjligt godkännas av Seimas.

Rättsväsendet
- Presidenten utser domare till appellationsdomstolen och lägre domstolar samt utser kandidater till att tjänstgöra vid högsta domstolen och författningsdomstolen.
- Beviljar nåd till dömda brottslingar.

Utrikespolitik
- Presidenten är ytterst ansvarig för landets utrikespolitik och tillsammans med regeringen verkställs denna.
- På regeringens förslag utser presidentens landets ambassadörer och andra diplomatiska sändebud samt undertecknar deras kreditivbrev.
- Presidentens ackrediterar främmande staters sändebud i Litauen.
- Presidenten ingår fördrag och traktat med främmande stater och översänder dessa till Seimas för ratifikation.

## Lista över Litauens presidenter sedan 1990
| Nr | Bild               | Namn                                | Tillträdde       | Avgick           | Notering                                                                                           |
| -- | ------------------ | ----------------------------------- | ---------------- | ---------------- | -------------------------------------------------------------------------------------------------- |
|    |                    | Vytautas Landsbergis                | 11 mars 1990     | 25 november 1992 | Som ledare för högsta rådet.                                                                       |
|    |                    | Algirdas Brazauskas (tillförordnad) | 25 november 1992 | 25 februari 1993 | |
| 1  |                    | Algirdas Brazauskas                 | 25 februari 1993 | 25 februari 1998 | Förste valde presidenten efter sovjettiden.                                                        |
| 2  |                    | Valdas Adamkus                      | 26 februari 1998 | 26 februari 2003 | |
| 3  |                    | Rolandas Paksas                     | 26 februari 2003 | 6 april 2004     | Ställd inför riksrätt och avsatt.                                                                  |
|    |                    | Artūras Paulauskas (tillförordnad)  | 6 april 2004     | 12 juli 2004     | I egenskap av Seimas talman tjänstgjorde han som tillförordnad president fram till presidentvalet. |
| 4  |                    | Valdas Adamkus                      | 12 juli 2004     | 12 juli 2009     | |
| 5  | Dalia Grybauskaitė | Dalia Grybauskaitė                  | 12 juli 2009     | 12 juli 2019     | Första presidenten att väljas för två mandatperioder.                                              |
| 6  |                    | Gitanas Nauseda                     | 12 juli 2019     | Sittande         | |